# Centre Instructiu d'Art i Cultura
El Centre Instructiu d'Art i Cultura (CIAC) és una societat musical de la Vall d'Uixó. Es va constituir com a associació el 17 de setembre del 1969.
Els principals objectius del CIAC són contribuir al foment de la cultura mitjançant la difusió de Ciències, Arts i Lletres i cooperar al desenvolupament de la vida cultural i social de La Vall d'Uixó.

## Història de la Banda de música CIAC
La banda del "Centre Instructiu d'Art i Cultura", és l'hereva de les activitats musicals que realitzaven les antigues bandes "Unión Musical Vallduxense" (1941-1965) i "Municipal" (1965-1972), de la que tots els seus membres van passar a crear el 1972 la banda del Centre Instructiu d'Art i Cultura, amenitzant anualment la majoria dels actes festius que es duen a terme a la Vall d'Uixó.
La Banda del CIAC és requerida per a participar en multitud d'actes dins i fora del País Valencià, ja siguin concerts, festivals, etc., encara que la seva activitat se centra principalment a la Província de Castelló. També ha realitzat actuacions a l'estranger fonamentalment al sud de França. Destaca la col·laboració de l'entitat amb la comparsa "Els Moros d'Alqueria de Castelló", acompanyant les seves participacions en els festivals Internacionals de Villefranche de Rourge i La Rochelle.
La Banda del Centre Instructiu d'Art i Cultura està en possessió de la medalla d'Or de la Diputació de Castelló. L'any 1994 la Generalitat Valenciana els va concedir l'Alta Distinció de la Generalitat Valenciana a les Bandes de música de la Comunitat Valenciana i en la seua representació a la Federació de Societats Musicals de la Comunitat Valenciana per la seua labor cultural, social i formativa que desenvolupa.

### Escola de música
L'escola de música CIAC naixeria immediatament després de la constitució de la banda a proposta del responsable de la secció d'art, José Castelló. Açò va ser una realitat l'any 1974 en què començaren les classes de solfeig. L'any 1994 la societat va decidir, després de la implantació de la LOGSE, transformar l'antiga escola d'educands en escola de música reglada per les directrius de la Generalitat Valenciana.

## Banda de l'escola de música
L'objectiu primordial d'aquesta agrupació és ensenyar els alumnes a interpretar i saber desenvolupar-se dins un conjunt musical. Pels anys vuitanta es planteja per primera vegada la creació d'una banda juvenil, que no s'arribà a concretar i sols seria una realitat entre els anys 1986 i 1991 participant en festivals musicals organitzats per l'Ajuntament de La Vall d'Uixó. El curs 1994/95 es propicià la seva creació aprofitant que l'escola de música va aplicar els plans d'estudi regulats per la Conselleria d'Educació de la Generalitat Valenciana.